# Revaz Arveladze
Revaz Arveladze (Georgisch: რევაზ არველაძე) (Tbilisi, 5 september 1969) is een voormalig voetballer en voetbalcoach uit Georgië.
Revaz Arveladze begon zijn voetballoopbaan in de Georgische hoofdstad Tbilisi, waar hij actief was in de jeugdrangen van de topclub Dinamo Tbilisi. 1. FC Köln contracteerde de aanvaller nadat hij de scouts van Die Geißböcke op het Keulse voetbaltoernooi opviel. Hij kwam daar tot slechts zeven optredens en een doelpunt, waarna hij vertrok naar clubs die in de lagere Duitse afdelingen speelden.
Een uitstapje naar de gevallen Belgische grootmacht KV Mechelen bracht evenmin het gehoopte succes, waarop hij in 1998 terugkeerde naar Dinamo Tbilisi. In het seizoen 1999-00 haalde Rot-Weiss Oberhausen Arveladze binnen als aankoop, maar hij kwam niet meer dan twee duels in actie, waarop hij zijn voetbalschoenen aan de spreekwoordelijke wilgen hing en zich ging richten op een carrière als trainer.
Hij speelde in totaal elf interlands voor het Georgisch voetbalelftal in de periode 1992-2000. Zijn eerste en enige interlandtreffer maakte hij op 11 juni 1994 in het vriendschappelijke duel in en tegen Nigeria, dat met 5-1 werd verloren door Georgië.
In 2000 werd Arveladze als 30-jarige de jongste hoofdcoach in de clubgeschiedenis van de Georgische topclub Dinamo Tbilisi.

## Familie
Revaz is de oudere broer van voormalig profvoetballers Sjota Arveladze en Artsjil Arveladze.